# Henri de Bournazel
Pour les articles homonymes, voir Bournazel.
Henri de Bournazel (Henri de Lespinasse de Bournazel, dit L'Homme Rouge) est un militaire français né à Limoges le 21 février 1898 et mort au combat le 28 février 1933, à la tête de ses goums marocains,  dans les montagnes du jebel Saghro, région berbère du sud du Maroc (Anti-Atlas), lors des guerres de « pacification du Maroc ». Il fit l'objet dans les années 1930 à 1950 d'un véritable culte patriotique, devenant pour certains le modèle du jeune officier.

## Origine familiale
La famille de Lespinasse de Bournazel est une famille d'ancienne bourgeoisie du Limousin connue depuis le XVIe siècle où ils donnèrent des marchands à Tulle avant que ses représentants n'occupent des charges financières et judiciaires locales et s'illustrent par leur service militaire.
Joseph de Lespinasse épousa en 1721 Marie Jarrige de Bournazel. Leur fils cadet, Jean Joseph (1725-1808), est l'auteur de la branche de Bournazel, il est seigneur de Bournazel, chevalier de Saint-Louis, écuyer. Il vote avec la noblesse en 1789.

## Biographie
Né le 21 février 1898, à Limoges, Henri de Bournazel est le fils de Paul de Lespinasse de Bournazel (1866-1961), lieutenant de cavalerie, et de  Mathilde d'Auzac 1870-1959.
Le jeune Henri ou Henry de Bournazel est très vite séduit par le métier des armes et exprime des désirs d'évasion, particulièrement influencé par un oncle, officier de l'Armée d'Afrique, qui le fait rêver de pays exotiques.

### Première Guerre mondiale
La Première Guerre mondiale éclate alors qu'il n'a que seize ans. Frustré de ne pouvoir s'engager à son âge, il se consacre totalement aux études (lycée privé Sainte-Geneviève) et prépare assidûment l'école militaire de Saint-Cyr. Lorsque son père, colonel, part avec son unité, le 1er régiment de chasseurs d'Afrique, vers le front d'Orient en janvier 1916, il lui arrache l'autorisation de s'engager pour le 4e régiment de hussards à Brissac-Quincé (près d'Angers).
La vie en casernement, à l'arrière, est loin de lui apporter toutes les satisfactions qu'il attendait. Son âge lui interdit de monter au front, et ce n'est qu'au mois de juin 1917 que son régiment emmène le jeune brigadier dans la région de Reims. Toujours volontaire pour les patrouilles de reconnaissance, il découvre cette vie tant souhaitée, avant d'aller se ressourcer quelques jours au château de Bournazel, à Seilhac (Corrèze), lieu idyllique de son enfance, puis d'entrer à Saint-Cyr. Malgré les attraits de la vie d'école, il n'a qu'un désir : aller se battre.
En mars 1918, promu au grade d’aspirant, il retrouve enfin la « vie rêvée », au 4e hussards qui fait bientôt mouvement vers la zone de Château-Thierry. Mais, atteint de la grippe espagnole, il passe quelques semaines de convalescence au château de ses pères, avant de rejoindre le front en septembre. Il reste jusqu'à l'armistice à la pointe du combat, obtenant brillamment la croix de guerre pour une action audacieuse le 10 novembre, et faisant encore trois prisonniers le matin du 11 novembre.
La vie en garnison dans la zone allemande occupée refroidit son enthousiasme. Puisqu'on se bat au Maroc, il parvient à obtenir, en même temps que le grade de lieutenant, son affectation à la disposition du général en chef commandant les troupes françaises au Maroc. Il embarque le 20 juin 1921 sur le Volubilis.

### Maroc
Depuis la mise en place du Protectorat en 1912, le maréchal Lyautey y est résident général. Bien que l'armée française soit très présente dans le pays, de nombreux mouvements de résistance se lèvent dans tout le Maroc et s'opposent à la « pax francesa », particulièrement dans les régions montagneuses du Rif, et de l’Atlas et Anti-Atlas. Henri de Bournazel rencontre le maréchal Lyautey à Casablanca et obtient en janvier 1922 une affectation au 8e spahis algériens à El Arba-Tahala, qu'il rejoint après avoir visité Rabat, Meknès et Fès. Il commence son acclimatation à la vie marocaine en assurant avec son escadron la protection des convois dans les défilés rocheux. C'est alors que le commandement décide de réduire la « poche de Taza » déjà entreprise l'année précédente, dans le Moyen Atlas autour du village de Skoura, fief de la rébellion.
Henri de Bournazel, muté au 22e spahis marocains, basé à Médiouna, près de Casablanca, va pouvoir enfin participer aux engagements, insistant pour prolonger son séjour au Maroc.

#### El Mers
Le repaire des tribus guerrières des Marmoucha et Aït Seghouchen se tient dans le massif du Tichchoukt qui culmine à 2 800 mètres, et la position de Skoura est verrouillée au sud par le village d'El Mers qui commande l'accès par le col de Tigoulmamine.
Au mois de mai 1923 sous le commandement du général Poeymirau — « le père Poey » — l’encerclement du massif est entrepris, et de sévères accrochages se succèdent montrant l’opiniâtreté des guerriers tribaux adverses.

À l’extrême pointe de l'avant garde, le peloton d’Henri de Bournazel va connaître le 20 mai le véritable contact avec l'ennemi ; pour la conquête de l’éperon de Bou Arfa - au sud du massif du Tichchoukt - la bataille va durer toute la journée à travers des taillis épais ; la confusion s’accroît avec un brouillard intense qui couvre bientôt la région. Les Berbères chargent au poignard, et les troupes françaises se dégagent à la baïonnette. De cette journée, 

« Henri de Bournazel a eu sa part de baroud. Déchaîné, grisé, riant d’un grand rire heureux, il a chargé à la tête de ses hommes en chantant — ce qui deviendra pour lui une sorte d’habitude. »

Les pertes ont été sévères de part et d'autre ; et dès le 9 juin une seconde phase se met en marche pour prendre pied sur le plateau de Bou-Khamouj qui domine et défend El Mers : nouvelle journée de combats très durs dans un terrain difficile et très boisé. 

« Ici, encore Henri de Bournazel a été de la fête ! Pas un instant, il n'a quitté l'extrême pointe avancée ; il la mène à sa façon qui bientôt va devenir célèbre dans toute la troupe : avec un entrain débordant, exultant d'une joie puissante, gouaillant, riant, chantant, vêtu de pourpre, téméraire et élégant, impeccable et débridé tout ensemble. Adoré de ses hommes et admiré de ses compagnons, il est en train de créer chez eux la mystique du chic et de la bravoure de Bournazel. »

Enfin, troisième temps de la campagne, il faut emporter El Mers, où l'ennemi s'est replié en force. Dès l'aube du 24 juin, le groupement se met en marche avec à sa tête en éclairage l'escadron Bastien, dont l'élément le plus avancé est le peloton du lieutenant Henri de Bournazel ; à huit heures, le « père Poey », arrivé sur les lieux, donne l'ordre de poursuivre la progression.
À peine remis en route, l'escadron Bastien est violemment pris à partie ; de toutes parts, les Berbères surgissent des champs d'orge ; engageant le combat à l'arme blanche. Bientôt, le lieutenant Berger est tué et le capitaine Bastien grièvement blessé.
Henri de Bournazel prend alors le commandement de l'escadron et la direction du combat, et malgré une blessure légère à la tête, qui lui couvre le visage de sang, il entraîne ses hommes derrière lui, et dans un assaut final poursuit l'ennemi qui recule. Il atteint le premier le sommet qui domine El Mers en entonnant un air de fox-trot à la mode : « The love need », rapporte son camarade, le lieutenant Durosoy, qui, arrivant sur la crête, le hurle en réplique.
Et le soir, dans la ville conquise, sous la guitoune du prince Aage du Danemark, commandant d’une des compagnies de la Légion, les jeunes officiers encore enfiévrés par cette journée tumultueuse se réunissent autour d’un banjo, pour célébrer la victoire.
Déjà lors des combats précédents, l’adversaire remarquait ce cavalier en tunique rouge toujours en tête de ses troupes ; mais à El Mers commença de se forger la légende de son invulnérabilité, de sa baraka qui écarte les projectiles et dans les années qui suivent, il va conserver, à la tête de ses goums, cette tenue rouge, qui aux yeux de tous le fera reconnaître comme « Bou vesta hamra ».
Désormais Henri de Bournazel est définitivement conquis par le Maroc ; après un repos de six mois en France, il embarque à nouveau sur le Volubilis pour répondre à l’appel du « baroud », cette fois-ci dans la région du Rif, où le célèbre Abdelkrim el-Khattabi rassemble les résistants.
C'est dans les goums qu'il va servir, en tenue d'officier spahi. Certains de ses compagnons affirment alors que « sa tunique est enchantée » en raison de sa chance au combat. Il connaît des heures exaltantes, mais aussi la trahison de certains partisans. Pourtant son expression favorite reste en toutes occasions : « La vie est belle ! »
Après son mariage en octobre 1927 avec Germaine Irnis Lahens (1904-1987), il passe quelques années en France, est promu capitaine, mais ne résiste pas à l'appel du Maroc lorsque des opérations sont décidées dans la région du Tafilalet, repaire de dissidents, à la fin de l'année 1931.
Une fois le Tafilalet conquis et pacifié, Henri de Bournazel en est nommé administrateur, et se révèle aussi remarquable dans la gestion et l'aménagement que dans le combat.
Mais l'occupation du territoire par le makhzen et les troupes françaises n'est pas totale dans le Sud marocain et une dernière opération d'envergure se prépare pour prendre d'assaut le jebel Saghro (dans l'Anti-Atlas). C'est là que résident les derniers groupes de résistants de la tribu Aït Atta menés par le cheikh Assou Oubasslam.
Les opérations commencent le 13 février 1933. Le 21, le capitaine Henri de Bournazel entraîne ses hommes à la conquête d'un piton rocheux « La Chapelle ». Le 28 février, obéissant à l'ordre du général Giraud de recouvrir d'une djellaba sa tunique rouge, il monte à l'assaut de Bou Gafer et tombe, blessé une première fois, rassemble ses hommes, repart à la charge, mais est atteint à nouveau. Il meurt de ses blessures, le 28 février 1933, en plein djebel Saghro.

## Hommages

### Lieux

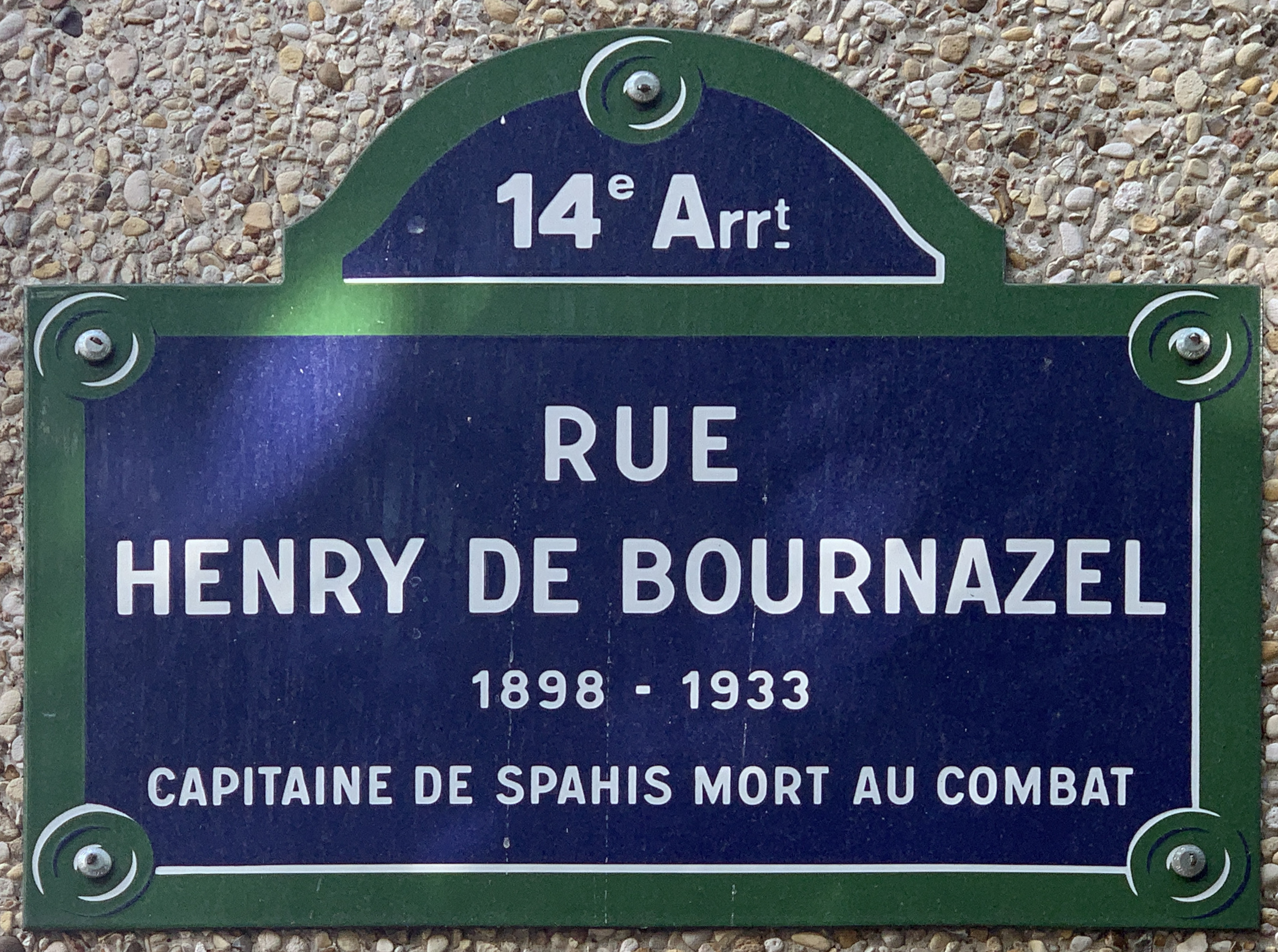
Plaque de rue de la rue Henry-de-Bournazel à Paris.

- Une rue Henry-de-Bournazel dans le XIVe arrondissement de Paris[6].
- Des rues Henri-de-Bournazel à Versailles, Limoges, Quimper, Hyeres, Brive, Tulle, Montferrat[Lequel ?], Seilhac (Corrèze), Preignac (Gironde), Le Verdon (Gironde), Nice, [Brest], etc.
- Une ancienne rue Bournazel à Casablanca (Maroc), actuelle nommé rue Ibnou Khatima (dans le quartier des Hôpitaux).
- Un ancien quartier de Casablanca (Maroc).
- Une rue Capitaine-de-Bournazel à Rabat (Maroc)[N 2].

### Organisations

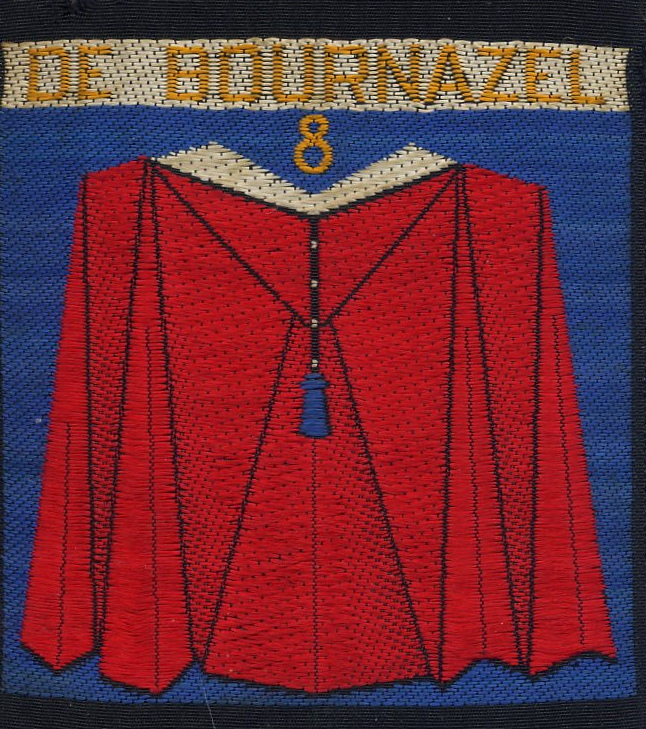
Insigne du groupement n° 8 du chantier de jeunesse n° 24, comportant la veste rouge.

- La promotion 1932-1934 de l'école de Saint-Cyr fut baptisée promotion Bournazel en sa mémoire.
- Le chantier de jeunesse n° 3 de Bourg-en-Bresse basé à Tossiat (Ain) pendant la Seconde Guerre mondiale portait son nom ; ainsi que le groupement n° 8 du chantier de jeunesse n° 24 (Le Pourquoi pas ?), groupe basé dans l’Hérault et l’Aveyron.
- Une troupe scoute de Saint-Servan (Ille-et-Vilaine) portait son nom en 1960
- Le groupe des Scouts et Guides de France 1re Illkirch-Graffenstaden (Bas-Rhin) porte son nom, ainsi  que le 1re L'Isle-Adam (Val-d'Oise) et un groupe marin à Brest connu aujourd'hui sous le nom de IXème Marine.
- La corniche militaire (école militaire préparatoire à Saint-Cyr) de Toulon portait le nom de Corniche Bournazel.
- la troupe interfédérale de l'EMPT Tulle qui a porté le non H. de Bournazel ... Corrèze oblige [7].

## Dans la fiction
La réputation héroïque du capitaine de Bournazel est telle en France qu'elle est même utilisée sous forme parodique mais en forme d'hommage dans un roman de Maurice Leblanc, mettant en scène les aventures d'Arsène Lupin, l'un des derniers romans de la série des 23 volumes composant la saga Lupin : Les Dents du tigre, paru en 1921 chez l'éditeur Pierre Lafitte.
Leblanc attribue dans ce roman à Arsène Lupin, engagé sous un faux nom dans la Légion étrangère, un fait d'arme authentique d'Henry de Bournazel qui, un jour, durant la révolte d'Abd El Krim dans le Rif, au Maroc, chargea à l'aube avec une nonchalance affectée, les mains dans les poches et la cigarette à la bouche, révélant son courage, un camp de redoutables cavaliers berbères endormis, traversant tout le camp sous les yeux stupéfaits des guerriers berbères, admiratifs et respectueux. Ces excellents tireurs firent feu sur l'intrus sans le toucher, ce qui, avec cet acte d'un courage inouï fit beaucoup pour entretenir parmi les rebelles, et à leur suite le Maroc puis la France entière, la légende d'invincibilité de « l'Homme à la veste rouge ».